# Cylindropuntia × tetracantha
Cylindropuntia × tetracantha (Engelm. & J.M.Bigelow) F.M.Knuth es una especie de planta fanerógama de la familia Cactaceae.
Es un híbrido de Cylindropuntia acanthocarpa × Cylindropuntia leptocaulis

## Distribución
Es nativa de Norteamérica en  Arizona.

## Descripción
Es un arbusto carnoso  con tallo cilíndrico armado de espinas, de color verde y flores de color naranja, rojo y amarillo.

## Taxonomía
Cylindropuntia tetracantha fue descrita por (Engelm. & J.M.Bigelow) F.M.Knuth y publicado en Kaktus-ABC 124. 1935.
Etimología
Cylindropuntia: nombre genérico compuesto de cylindro = "cilíndrico" y opuntia, donde hace referencia a que las plantas son cilíndricas y similares a las del género Opuntia.
tetracantha: epíteto latino que significa "con 4 espinas".
Sinonimia
- Grusonia × tetracantha (Toumey) G.D.Rowley
- Opuntia kleiniae var. tetracantha (Toumey (pro sp.)) W. T. Marshall
- Opuntia × tetracantha Toumey.[3]